# Орден «Мехнат шухрати»
Орден «Трудовая слава» (узб. Mehnat Shuhrati) – государственная награда Узбекистана.

## История
Орден учреждён на основании Закона № 115-I от 30 августа 1995 года. В 2004 году в статут награды были внесены изменения.

## Положение
1. Орденом «Мехнат шухрати» награждаются граждане Республики Узбекистан за выдающиеся трудовые заслуги, способствующие подъему экономики и культуры, росту благосостояния народа, сохранению мира и стабильности в Узбекистане. В исключительных случаях орденом «Мехнат шухрати» могут награждаться и лица, не являющиеся гражданами Республики Узбекистан.
2. Орденом «Мехнат шухрати» награждает Президент Республики Узбекистан. Указ о награждении орденом публикуется в печати и других средствах массовой информации. Награждение Президента Республики Узбекистан орденом «Мехнат шухрати» производится Олий Мажлисом Республики Узбекистан.
3. Награждение орденом «Мехнат шухрати» производится по представлению Кабинета Министров Республики Узбекистан, Председателя Конституционного суда Республики Узбекистан, Председателя Верховного суда Республики Узбекистан, Председателя Высшего хозяйственного суда Республики Узбекистан, Генерального прокурора Республики Узбекистан, Председателя Жокаргы Кенеса Республики Каракалпакстан, хокимов областей и города Ташкента, руководителей министерств, государственных комитетов и ведомств, общественных объединений в лице их республиканских органов.
4. Вручение ордена «Мехнат шухрати» и соответствующего документа о награждении производится в обстановке торжественности и широкой гласности Президентом Республики Узбекистан или от его имени Спикером Законодательной палаты Олий Мажлиса Республики Узбекистан, Председателем Сената Олий Мажлиса Республики Узбекистан, Премьер-министром Республики Узбекистан, другими уполномоченными на то лицами.
5. Лица, награждённые орденом «Мехнат шухрати», получают единовременное денежное вознаграждение в размере сорокакратной минимальной заработной платы и пользуются льготами, устанавливаемыми законодательством.
6. Орден «Мехнат шухрати» носится на левой стороне груди.
7. При посмертном награждении орденом «Мехнат шухрати» орден, документ о награждении и единовременное денежное вознаграждение вручаются семье награждённого.

## Описание
Орден «Мехнат шухрати» изготавливается из серебра, покрытого золотом толщиной 0,25 микрона.
Высота ордена 46 миллиметров, ширина — 41 миллиметр.
Орден имеет форму выпуклого неправильного эллипса с исходящими из центральной части лучами, обрамленными лавровыми ветвями зеленого цвета.
В верхней части ордена изображен развевающийся Государственный флаг Республики Узбекистан. 
В центре ордена, внутри серебристого круга диаметром 16 миллиметров, изображен на фоне солнца Дворец Истиклол (бывший дворец Дружбы народов) в городе Ташкенте серебристого цвета. Круг окаймлен коробочками хлопка, покрытыми белой эмалью, и зубчатым колесом диаметром 29 миллиметров. Внизу серебристая надпись «MEHNAT SHUHRATI» на красно-рубиновом фоне с серебристой окантовкой. Высота букв надписи 2 миллиметра.
Оборотная сторона ордена имеет вогнутую форму. Внизу нанесен номер ордена шрифтом размером 1 миллиметр.
Орден при помощи ушка и кольца соединяется с пятиугольной колодкой, обтянутой шелковой лентой шириной 24 миллиметра с цветными полосами. Ширина желтой полосы 3 миллиметра, красной полосы — 8,8 миллиметра, голубой полосы — 4,8 миллиметра, зеленой полосы — 4 миллиметра, крайней желтой полосы — 3,2 миллиметра. Голубая и зеленая полосы отделены друг от друга белой полоской шириной 0,2 миллиметра.
Высота колодки 48 миллиметров, ширина 46 миллиметров.
Крепление на булавке.